# NGC 377
NGC 377 è una galassia a spirale situata nella costellazione della Balena.
Fu scoperta il 15 ottobre 1885 da Francis Leavenworth.